# Erythema nodosum

Erythema nodosum bei Tuberkulose

Ein Erythema nodosum (auch Knotenrose, Dermatitis contusiformis oder Erythema contusiforme, Plural: Erythemata nodosa) ist eine akute Entzündung des Unterhautfettgewebes (Subkutis), Pannikulitis genannt, mit einer Beteiligung der Kapillarwände und einer Knötchenbildung (Granulombildung). Es tritt an beiden Unterschenkelstreckseiten, am Knie und den Sprunggelenken, seltener an den Armen oder dem Gesäß auf und ist sehr schmerzhaft.
Kennzeichnend für das Erythema nodosum ist die Bildung von mehreren unscharf begrenzten Flecken bzw. Knötchen unter der Haut. Diese sind leicht erhaben und durch die darunterliegende Entzündung sehr druckempfindlich. Die Farbe variiert von einem rötlich-violetten bis hin zu einem gelblich-grünen Farbton, der durch Abbau von Hämoglobin entsteht. Begleitet wird das Erythema meistens von einem allgemeinen Krankheitsgefühl und Fieber, es selbst stellt meistens ebenfalls nur ein Symptom für andere Erkrankungen dar.
Gemeinhin wird ein Erythema nodosum als allergische Überreaktion (Typ III) der Haut angesehen, die im Zusammenhang mit Sarkoidose, Löfgren-Syndrom, verschiedenen Infektionen (Tuberkulose, Streptokokken, Yersinien, Chlamydien, Campylobacter jejuni, Katzenkratzkrankheit oder Toxoplasmose), entzündlichen Darmerkrankungen (Morbus Crohn, Enteritis, Colitis ulcerosa), Morbus Behçet, Arzneimitteln (z. B. Sulfonamide, Penicilline, orale Kontrazeptiva) sowie dem rheumatischen Fieber auftritt.
Symptomatisch kann die Krankheit mit einem nicht-steroidalen Antiphlogistikum (Indometacin, Acetylsalicylsäure) behandelt werden. Ist das Erythema nodosum mit der Crohn-Krankheit assoziiert, kann es mit Kaliumiodid behandelt werden, wobei Dosierungen von 300-1500 mg/Tag über wenige Tage bis 8 Wochen empfohlen werden.
Erstmals beschrieben hatte diese, früher auch Erythema induratum (Bazin), Bazin-Krankheit und Tuberkuloid genannte, Dermatose 1861 der französische Mediziner Pierre Antoine Ernest Bazin (1807–1878). Die Behandlung des Erythema nodosum mit Kaliumiodid wird spätestens seit 1997 angewandt.